# Creating Capabilities: The Human Development Approach
Creating Capabilities és un llibre publicat per Martha Nussbaum el 2011, que exposa una teoria única sobre l'enfocament de les capacitats o l'enfocament del desenvolupament humà. Nussbaum es basa en teories d'altres defensors de l'enfocament de les capacitats com Amartya Sen, però estableix distincions específiques. Una idea distintiva que proposa és escollir una llista de capacitats basada en alguns aspectes del concepte de John Rawls de «capacitats humanes centrals». Aquestes deu capacitats engloben tot allò que Nussbaum considera essencial per viure una vida que hom valori. Martha Nussbaum i Amartya Sen són considerats els principals autors d'aquest concepte, però tenen diferències en la seva aproximació a aquest. Sen discrepa de la llista de valors de Nussbaum perquè considera que no engloba completament el ventall de capacitats que cadascú consideraria per viure una vida plena, que inherentment difereix segons la persona.
El llibre de Nussbaum combina idees de l'enfocament de les capacitats, l'economia del desenvolupament i la justícia distributiva per fonamentar una teoria qualitativa sobre les capacitats. Critica indicadors econòmics com el PIB per no tenir en compte la qualitat de vida i la garantia de les necessitats bàsiques, tot premiant països amb un gran creixement distribuït de manera molt desigual entre la població. El llibre també pretén servir com a introducció a l'enfocament de les capacitats en general; és accessible per a estudiants i persones que s'hi acosten per primera vegada a causa de la falta actual de coneixement general sobre aquest enfocament. Finalment, Nussbaum compara la seva aproximació amb altres perspectives sobre el desenvolupament humà i el benestar econòmic, incloent-hi l'utilitarisme, la justícia rawlsiana i el welfarisme, per argumentar per què l'enfocament de les capacitats hauria de ser prioritzat pels responsables públics en matèria de desenvolupament econòmic.

## Context
Nussbaum té una formació en filosofia, havent obtingut un doctorat en filologia clàssica a la Universitat Harvard el 1975. Va qüestionar per primer cop les nocions sobre què significa viure una «bona vida» al seu llibre The Fragility of Goodness: Luck and Ethics in Greek Tragedy and Philosophy. Posteriorment, el 1999, va ampliar aquesta línia de pensament amb una sèrie d’assajos en què defensava una versió bàsica de l’enfocament de les capacitats, especialment adreçada a les dones.
Sen va començar a debatre l’enfocament de les capacitats a través de diversos articles publicats a finals del segle XX. Especialment destacable és el seu assaig «Equality of What», en què va desplaçar l’atenció de l’accés als recursos cap a l’anàlisi de com les persones poden utilitzar efectivament aquests recursos per al seu benestar.
El llibre The Quality of Life, coescrit per Nussbaum i Sen, va fer avançar la literatura proposant el primer esbós complet de l’enfocament de les capacitats. L'obra posa èmfasi en la importància de la qualitat de vida com a indicador econòmic i en la insuficiència dels mètodes actuals per mesurar-la. Sen i Nussbaum ofereixen una definició preliminar de les capacitats com les «diferents combinacions de funcionaments entre les quals la persona pot escollir... la llibertat que una persona té per viure un tipus de vida o un altre.». A més, subratllen la importància d’analitzar críticament les eines que fem servir per mesurar i avaluar la qualitat de vida, així com la rellevància d’aquest debat per als responsables de les polítiques públiques.
Nussbaum va començar a elaborar la seva versió de l'enfocament de les capacitats a partir de filòsofs com Aristòtil, Karl Marx i John Stuart Mill. Va publicar una de les seves primeres contribucions importants a la literatura sobre aquest concepte en el llibre Women and Human Development: The Capabilities Approach, on el seu model proposat de feminisme i teoria parcial de la justícia s'entrecreua amb la seva idea de capacitats humanes: «allò que les persones són realment capaces de fer o esdevenir en el món real».
Nussbaum va continuar aprofundint en la seva recerca sobre les capacitats. Tanmateix, considerava que el discurs sobre l’enfocament de les capacitats era restrictiu, «exposat principalment en articles i llibres densos destinats a especialistes». Amb l’objectiu de cobrir aquesta mancança en la comprensió general de l’enfocament, va escriure Creating Capabilities, on defensa el potencial d’aquest enfocament perquè els responsables polítics puguin promoure canvis significatius en la vida de les persones.

## Idees principals

### Les deu capacitats centrals
Un dels principis fonamentals de l’enfocament de Nussbaum és la seva definició de les capacitats humanes centrals, que va establir per primer cop l’any 2000. Aquestes inclouen:
1. Vida: capacitat de viure fins al final de la pròpia vida de manera natural (no morir prematurament ni abans que la vida es vegi significativament reduïda en capacitats).
2. Salut corporal: bona salut física i reproductiva, així com accés a una alimentació adequada i a un habitatge digne.
3. Integritat corporal: capacitat de desplaçar-se lliurement sense restriccions i sense por de patir agressions violentes (agressions sexuals, violència domèstica); capacitat d’escollir en qüestions relacionades amb la reproducció i l’activitat sexual.
4. Sentits, imaginació i pensament: capacitat d’utilitzar els sentits per «imaginar, pensar i raonar» d’una manera «veritablement humana». Estar adequadament informat mitjançant l’educació, l’alfabetització, coneixements bàsics matemàtics i científics; capacitat d’aplicar la imaginació i el pensament als propis interessos, protegida per la llibertat d’expressió i de religió.
5. Emocions: capacitat d’establir vincles amb altres persones i coses externes; «estimar aquells que ens estimen i cuiden, patir per la seva absència», desitjar relacions, sentir gratitud per elles i experimentar diferents sentiments com la tristesa i la ràbia; poder sentir emocions sense viure constantment amb por o ansietat.
6. Raó pràctica: capacitat de distingir el bé del mal i de «reflexionar críticament» sobre la pròpia vida.
7. Afiliació: capacitat de mantenir una varietat d’interaccions socials, incloent-hi viure amb altres persones, sentir preocupació pels altres, tenir empatia; poder sentir respecte per un mateix i dignitat, i ser tractat amb dignitat pels altres (no discriminació).
8. Altres espècies: capacitat de viure en harmonia i en relació amb la natura i l’entorn extern.
9. Joc: capacitat de riure i gaudir a través d’activitats recreatives, tot i que no es limita només a aquestes.
10. Control sobre el propi entorn: capacitat d’incidir en les institucions polítiques a través de l’elecció política, incloent-hi la participació política, la llibertat d’expressió i d’organització política; tenir el poder de posseir béns i gaudir dels mateixos drets de propietat que altres persones amb identitats diferents; tenir igualtat d’oportunitats per trobar feina (i, en aquest entorn laboral, la capacitat de ser tractat com un ésser humà amb dignitat i de formar relacions significatives), i estar lliure de «registres i confiscacions injustificades».

Nussbaum justifica aquestes capacitats en el seu llibre, citant exemples com els treballs empírics de Jonathan Wolff i Avner De-Shalit, que recolzen que aquestes capacitats són les «més rellevants» en les àrees analitzades.

### Descripció
En aquesta obra Nussbaum comença descrivint la dissonància entre els dirigents dels països, que es centren en el creixement econòmic, i els ciutadans, que valoren assolir una vida plena de sentit. Argumenta que no existeix una relació causal directa entre el PIB i la qualitat de vida, i il·lustra aquesta realitat amb l’exemple de la Vasanti, una dona gujarati que va patir diverses desgràcies personals i econòmiques sota un estat que prioritzava exclusivament el creixement econòmic. Gràcies a SEWA, una ONG, va poder recuperar la seva independència financera i millorar la seva situació. Nussbaum analitza aquesta situació des d’una perspectiva humanista, posant èmfasi en com la discriminació de gènere, la malnutrició, les lleis desiguals de propietat i d’herència, la discriminació per motius religiosos, la violència domèstica, el sistema de castes i les inequitats polítiques van condicionar la vida de Vasanti.
L'enfocament que només dedica els seus esforços en el creixement econòmic i l'identifica amb el progrés social és considerat un error per Nussbaum, ja que aquesta perspectiva parteix de la premissa errònia que la qualitat de vida d'un país millora amb l'increment del seu PIB. El problema d'aquest indicador és que resulta ineficaç per a valorar la qualitat de vida de la població d'un país, perquè ignora la distribució de la riquesa. Per tant, conclou que el PIB per càpita i la inversió estrangera no repercuteixen directament en aquestes persones sense polítiques redistributives que equilibrin les seves oportunitats.
Seguidament, defineix l’enfocament de les capacitats com una teoria que planteja la pregunta «què és capaç de fer i de ser cada individu», substituint els indicadors globals de benestar per l’anàlisi de la llibertat i les oportunitats personals. Les capacitats consisteixen en «llibertats substancials», és a dir, possibilitats reals per a «escollir i actuar» (capacitats combinades), que permeten assolir diverses formes de benestar segons les preferències de cada persona. Fa també una distinció entre el «Desenvolupament Humà» i l’«Enfocament de les Capacitats», ja que està «preocupada tant per les capacitats dels animals no humans com per les dels éssers humans». Aquest enfocament és inherentment pluralista perquè les capacitats varien en funció de cada individu i no poden ser quantificades. Descriu les privacions d'aquestes capacitats com «injustícies socials i desigualtats arrelades» que resulten d'una «discriminació o marginació»; i considera que l’enfocament de les capacitats té dos propòsits. El primer és elaborar «una teoria de la justícia social bàsica», incorporant nocions de «dignitat humana, el llindar, el liberalisme polític» per crear un argument més filosòfic. No obstant això, el seu enfocament no inclou mètodes per analitzar la qualitat de vida d’una societat en conjunt. El segon propòsit, que ella afirma que Sen defensa, posa èmfasi en la qualitat de vida com a manera de comparar el desenvolupament entre diferents països.
Posteriorment, exposa en detall l’enfocament de les capacitats de Sen i col·laboradors, aprofundeix en la teoria de la justícia social que en deriva i revisa qüestions clau de la bibliografia: diversitat cultural, universalitat, pobresa i injustícia globals, història de l’enfocament i desigualtat. També dedica un apartat a la discapacitat, l’envelliment, la cura, l’educació, els drets dels animals, els drets mediambientals i la constitucionalitat.

## Impacte
Encara que no directament a causa d'aquest llibre en concret, el treball de Nussbaum sobre l'enfocament de les capacitats ha tingut un paper important en el desenvolupament de l'Índex de Desenvolupament Humà per part del Projecte de Desenvolupament de les Nacions Unides. L'Índex de Desenvolupament Humà se centra en tres dimensions: salut, educació i nivell de vida; i fa una valoració conjunta d'aquests índexs juntament amb altres factors com la Renda Nacional Bruta, els ingressos generals i el Producte Interior Brut per crear una mesura quantitativa global i comparable del desenvolupament humà entre països. Aquesta identificació de les dimensions del desenvolupament humà, juntament amb l'adopció d'una mirada més àmplia per avaluar el progrés mundial, va ser directament influenciada per l'enfocament de les capacitats. Les deu capacitats centrals de Nussbaum es reflecteixen en les diferents dimensions de l'IDH. L'Índex de Desenvolupament Humà es va crear per construir sobre les intuïcions fonamentades per Nussbaum i Sen a través de la revolució humanista, «creant una eina per a mesurar el benestar social basada en aquesta nova economia teòrica. De la mateixa manera que la renda per càpita i l’anàlisi cost-benefici van sorgir de la revolució ordinalista, l’IDH va néixer de la revolució humanista».
Nussbaum ha defensat durant molt de temps la incorporació de perspectives no convencionals en l’educació superior (Cultivating Humanity: A Classical Defense of Reform in Liberal Education, 1997). Aquest corrent de pensament es pot aplicar a l’enfocament de les capacitats, tot i que encara no està integrat en la literatura especialitzada. No obstant això, Nussbaum ha obert un diàleg sobre aquest tema en relació amb les persones amb discapacitat i les diferències en capacitats i en la priorització de capacitats segons la raça, l’origen ètnic, el gènere i la identitat cultural. Krushil Watene, professor de doctorat a la School of Humanities de la Massey University (Nova Zelanda), ha ampliat aquesta línia de recerca en analitzar en profunditat la relació entre l’enfocament de les capacitats i els pobles indígenes. El professor Michael Litschka de la St. Pölten University of Applied Sciences ha ampliat la noció de capacitats per incloure també les capacitats mediàtiques. L’obra Creating Capabilities i l’enfocament de Nussbaum s’han aplicat també a la política d’habitatge, l’àmbit de la salut i a eines per avaluar les polítiques de salut pública. Nussbaum ha tractat també la relació entre l’enfocament de les capacitats i les persones amb discapacitat.